# Jjejjehan romance
Jjejjehan romance (쩨쩨한 로맨스?, Jjejjehan romaenseuLR, Tchetchehan romaensŭMR), conosciuto anche con il titolo internazionale in lingua inglese Petty Romance, è un film del 2010 diretto da Kim Jung-hoon.

## Trama
Jeong Bae è un artista di manhwa con costanti problemi economici; decide così di migliorare i testi delle proprie opere, e per farlo si rivolge a una sceneggiatrice professionista, Han Da-rim. I due decidono poi di partecipare a un concorso e di dividersi, in caso di vittoria, il ricco premio; stando a stretto contatto l'uno con l'altra, i due sviluppano però sentimenti reciproci.

## Distribuzione
In Corea del Sud, la pellicola è stata distribuita a partire dal 2 dicembre 2010.